# Metohexital
Metohexital ou metohexitona (comercializado sob os nomes de marca Brevital e Brietal) é uma droga que é um barbiturato derivado. É classificado como de ação curta e tem um rápido início de ação. Tem efeitos semelhantes ao Tiopental, medicamento com o qual disputava o mercado de Anestésicos .

## Farmacologia
Liga-se meto-hexital para um local distinto que está associado com Cl - ionóforos nos receptores GABA A.  Isso aumenta o tempo de abertura dos ionoporos Cl -, causando um efeito inibitório.
O metabolismo do metoexital é principalmente hepático via desmetilação e oxidação. A oxidação da cadeia lateral é o principal meio de metabolismo envolvido no término da atividade biológica da droga.

## Indicações
O metoexital é usado principalmente para induzir anestesia e geralmente é fornecido como um sal de sódio (isto é, metoexital sódico). É usado apenas em hospitais ou ambientes semelhantes, sob supervisão estrita, no Brasil não pode ser prescrito apenas administrado, ou seja, pessoas físicas não tem acesso a compra deste medicamento.
Tem sido comumente usado para induzir sedação profunda ou anestesia geral para cirurgias e procedimentos odontológicos. Ao contrário de muitos outros barbitúricos, o metoexital na verdade reduz o limiar convulsivo, uma propriedade que o torna particularmente útil quando a anestesia é fornecida para uma terapia eletroconvulsiva (ECT). E a rápida taxa de recuperação com o ganho de consciência dentro de três a sete minutos após a indução e a recuperação completa em 30 minutos é uma grande vantagem em relação a outros barbitúricos de ECT.

## Síntese
O metoexital pode ser sintetizado da maneira clássica de fazer derivados do ácido barbitúrico, em particular pela reação dos derivados do éster malônico com os derivados da uréia . O éster alil- (1-metil-2-pentinil) malônico resultante é sintetizado por alquilação subsequente do próprio éster malônico, começando com 2-bromo-3-hexino, que dá éster (1-metil-2-pentinil) malônico, e depois por brometo de alilo. Na etapa final, a reação do éster malônico dissubstituído com N- metilureia dá meto-hexital.